# Kanton Villeneuve-sur-Yonne
Kanton Villeneuve-sur-Yonne is een kanton van het Franse departement Yonne. Het kanton maakt deel uit van het arrondissement Sens. Het heeft een oppervlakte van 223,18 km² en telt 13.491 inwoners in 2018, dat is een dichtheid van 60 inwoners per km².

## Gemeenten
Het kanton Villeneuve-sur-Yonne omvatte tot 2014 de volgende 8 gemeenten:
- Armeau
- Bussy-le-Repos
- Chaumot
- Dixmont
- Les Bordes
- Piffonds
- Rousson
- Villeneuve-sur-Yonne (hoofdplaats)

Door de herindeling van de kantons bij decreet van 13 februari 2014, met uitwerking op 22 maart 2015, werd het kanton uitgebreid met volgende 4 gemeenten : 
- Étigny
- Marsangy
- Passy
- Véron